# Даблин (Огайо)
Даблин (англ. Dublin) — город в американском штате Огайо. Пригород Колумбуса, находится под юрисдикцией округов Франклин, Делавэр, Юнион и Мадисон. Население по оценке 2023 года составляло 48 923 человек. Даблинский ирландский фестиваль позиционирует себя как крупнейший трёхдневный ирландский фестиваль в мире, именно здесь проводится фестиваль.

## География
По данным Бюро переписи населения США , общая площадь города составляет 64,85 км², из которых 63,92 км² приходится на сушу, а 0,93 км² — на воду.
Даблин расположен на ледниковом плато Аллегейни, имеет относительно равнинный рельеф. Тем не менее притоки реки Сайото окружены многочисленными оврагами, которые в некоторых местах образуют крутые обрывы. Высота над уровнем моря колеблется от 240 метров до 300 метров в парке Глейшер-Ридж-Метро.
Река Сайото протекает через Даблин. В этом районе река и её притоки прорезают глубокие ущелья в известняковых породах, а русло реки каменистое. На некоторых притоках есть водопады .

## Культура
В нескольких парках Даблина собраны уникальные скульптуры под открытым небом, входящие в коллекцию «Искусство в общественных местах», созданную Советом по делам искусств Даблина. В 1988 году совет разработал программу, направленную на повышение качества жизни жителей и организацию тура по городу, посвященного искусству, для привлечения посетителей. С тех пор эта программа получила национальное признание. Серия включает в себя каменный портрет местной легенды «Кожистые губы» высотой 3,7 м работы Ральфа Хелмика; «Поле кукурузы» со 109 цементными колосьями кукурузы в человеческий рост, расположенными на одном из даблинских полей; и медный дом, посвященный культуре коренных американцев региона.
Парк Баллантрэ расположен у входа в свой одноименный район. На холме высотой 6,1 м установлена бронзовая скульптура высотой 4,6 м под названием «Танцующие зайцы» или «Гигантские танцующие кролики» . У подножия холма находится интерактивный фонтан.
В городе расположен Даблинский филиал библиотеки Колумбуса Метрополитен. Рядом находятся библиотеки Северо-Запада и филиал Хиллиарда.
Ежегодные мероприятия включают: парад в честь Дня Святого Патрика, турнир памяти, церемонию в честь Дня памяти, празднование Дня независимости, Даблинский ирландский фестиваль (крупнейший трехдневный ирландский фестиваль в мире), Хэллоуинское жуткое зрелище, церемонию в честь Дня ветеранов и зажжение рождественской елки.

## Экономика
Город Даблин обладает диверсифицированной и устойчивой экономической базой, благодаря стратегическому расположению, развитой инфраструктуре и сильным отраслям
В Даблине расположены штаб-квартиры нескольких компаний, крупнейшей из которых является Cardinal Health, компания с пятнадцатым по величине доходом среди всех компаний США в 2022 году. Штаб-квартиры IGS Energy , Stanley Steemer , Wendy’s и OCLC также находятся в Даблине. Штаб-квартира Pacer International, крупного поставщика интермодальных логистических услуг, находилась в Даблине до его приобретения XPO, Inc. 31 марта 2014 года. OhioHealth также осуществляет значительную деятельность в районе Даблина через Даблинскую методистскую больницу.

## История
Людвиг Селлс и его сыновья исследовали берега реки Сайото и остановились на этом месте около 1803 года. Место было выбрано на участке реки Сайото, который являлся самой высокой точкой вдоль всей реки и был крайне маловероятен для наводнений. Ресурсы для сельского хозяйства и охоты были в изобилии, а строительные материалы, такие как камень и древесина, были в изобилии. Джон Селлс, один из братьев, в 1810 году выделил часть своей земли под деревню. Он попросил Джона Шилдса землемера, который разметил для него этот участок, назвать деревню которая до того времени была известна как поселение Селлс. Шилдс назвал её Даблином в честь своего дома в Дублине, Ирландия. Сегодня место, которое Селлс изначально приобрел, известно как Исторический Даблин. В 1833 году в Дfблине было несколько мельниц и один магазин, а в 1881 году он был зарегистрирован как деревня.
Даблин был фермерским городом, и существовали предприятия, поддерживающие фермеров. Другой отраслью бизнеса были таверны и гостиницы для путешественников, в основном вдоль дилижансной дороги, ныне известной как шоссе US Route 161. Людям требовалось место для ночлега и еды, а лошадей нужно было содержать и кормить. Каменоломня стала крупным бизнесом, поскольку средства и техника позволяли людям эффективно взрывать и перемещать камни и камни в больших количествах. В первые годы существования каменоломен Даблин приобрел репутацию города, где царит суровый климат. В конце 1880-х годов во многих барах можно было услышать такую фразу:

Даблин, город прекрасных роз,
Выколотых глаз и окровавленных носов,
Если бы не крепкий каменный фундамент,
Он бы пошел в ад и погибель!

Жизнь в Даблине продолжалась долгие годы, практически не меняясь. Некоторые местные жители описывают деревню как «бедный фермерский городок», и фотографии зданий до 1970-х годов это подтверждают.
В 1970 году Даблин всё ещё был небольшим городом с населением всего 681 человек. Однако строительство межштатной автомагистрали 270 способствовало резкому росту населения, вызванному приобретением штаб-квартир крупных корпораций, таких как Ashland Inc и Wendy's International . Кроме того, рост гольф-клуба Muirfield Village и его жилого района привлек людей в быстро растущий пригород . Затем, в августе 1987 года, после того как население достигло 5000 жителей, он был официально объявлен городом . В рамках этого бума Даблин значительно расширил свою территорию, присоединив части поселков Вашингтон , Перри , Конкорд и Джером.
В 2020 году город начал реконструкцию района Бридж-стрит. Проект площадью 450 га включает 400 квартир и кондоминиума, торговые площади, офисы и другие помещения вдоль реки Сайото . Во время обследования нового медицинского центра Векснера было обнаружено афроамериканское кладбище. В 2024 году город провел церемонию открытия, в которой приняли участие местные жители — потомки некоторых из более чем 20 человек, похороненных там.

## Известные люди
Алан Бекер — онлайн аниматор и ютубер. Получил популярность после создания анимационного веб-сериала «Animator vs. Animation», а также после короткометражек («AVA Shorts»), спин-оффов «Animation vs. Minecraft» (и короткометражек «AVM Shorts»)и т. д.
Крис Вуд — американский актер,более известным ролям как Кая Паркера в «Дневниках вампира», Джейка Райли в «Изоляции» и Мон-Эла в «Супергёрл».
Эрик Бруннер — американский футболист,выступает за защитника
Нейт Эбнер — профессиональный американский футболист и регбист.Выступает на позициях сэйфти и игрока специальных команд в клубе НФЛ «Нью-Йорк Джайентс». Трёхкратный победитель Супербоула в составе «Нью-Ингленд Пэтриотс».